# Marvin Plattenhardt
Marvin Plattenhardt (* 26. ledna 1992 Filderstadt) je německý profesionální fotbalista, který naposledy hrál jako levý obránce za Herthu BSC. Hrál také za 1. FC Norimberk
Kariéru ukončil v roce 2023. Hrál za reprezentaci, se kterou se zúčastnil Mistrovství světa ve fotbale 2018.

## Úspěchy

### Reprezentační
- Konfederační pohár FIFA 2017

Německo vyhrálo finále 1:0 proti Chile. Na turnaji nebylo poraženo.